# ROOT FIVE
ROOT FIVE(即√5，譯:根號五)是由日本影音分享網站「NICONICO動畫」當中以「試唱」類別出身的五位人氣男性素人歌手所組成的團體。2011年以MERRY GO ROUND（页面存档备份，存于）正式出道。

## 簡介
- √5(ROOT FIVE)是日本的影音分享網站「NICONICO動畫」裡其中活耀於「試唱」類別的五位人氣男性素人歌手「koma'n」、「蛇足」、「ぽこた」、「みーちゃん」、「けったろ」所組成的團體。
- √5的團名是從粉絲們募集而來的團名中選出決定的。
- 五位成員在影音分享網站中投稿的影片擁有總計超過3000萬次的點閱紀錄，成員各自除音樂活動外也參與日劇與舞台劇之演出等活動，在社群網站的FACEBOOK、Twitter、噗浪裡也擁有眾多的粉絲十分有人氣。
- ROOT FIVE於2011年11月18日投稿【√5】MERRY GO ROUND PV【組んでみた】（页面存档备份，存于）正式出道，目前隸屬日本avex trax旗下藝人。

## 現任成員
（新組合內活動名／原組合內＆投稿名）

駒沢浩人（こまざわひろと，Komazawa Hiroto）／koma'n
生日：1992年6月16日
血型：AB型
出身地：千葉縣
- 為團中最年少的成員也是ROOT FIVE的隊長。
- 2008年開始於影音分享網站「NICONICO動畫」投稿作品，舊投稿名「こまん」。
- 3歲開始學鋼琴，也有樂曲的編曲／作曲等相關創作，ROOT FIVE的作品中就有koma'n作詞作曲的作品。
- 鋼琴演奏者的身分也十分有人氣。

江川直樹（えがわなおき，Egawa Naoki）／ぽこた（Pokota）
生日：1983年1月12日
血型：AB型
- 2008年開始於影音分享網站「NICONICO動畫」投稿作品。
- 以歌手身分活動外，也參與舞台劇演出等活躍於多種領域。
- 唱腔與日本歌手GACKT相似，兩人曾合作拍廣告。
- 外表與日本川越達也主廚神似，兩人曾合作拍MV。

石城結真（いわしろゆうま，Iwashiro Yuma）／みーちゃん（Mi-chan）
生日：1988年3月9日
血型：O型
出身地：福島縣
愛貓：ななちゃん（Nanachan）
- 「みーちゃん」的漢字正確寫法是「未ーちゃん」。
- 2009年開始於影音分享網站「NICONICO動畫」投稿作品。
- 因渾厚的低音與可愛的個性兩者間的反差而搏得廣大的人氣。

藤谷慶太朗（ふじたにけいたろう，Fujitani Keitaro）／けったろ（Kettaro）
生日：1990年1月9日
血型：O型
出身地：北海道
- ROOT FIVE的饒舌擔當。
- 2008年開始於影音分享網站「NICONICO動畫」投稿作品。
- 參與日劇「花樣少男少女」演出等也以演員身分展開活動。
- 同時是TOTAL OBJECTION的成員。

## 畢業成員
蛇足（Dasoku）
生日：1977年3月2日（永遠的33歲）
血型：O型
出身地：北海道（日美混血兒）
愛貓：モカ（Moca）﹑ファル（Fal）
- 為團中最年長成員。
- 2008年開始於影音分享網站「NICONICO動畫」投稿作品。
- 由於性感的嗓音與個性，而得到「殿下」這個暱稱。
- 為遊戲「熱砂の楽園」唱主題曲。
- 為動畫「蟲奉行」唱片頭曲。
- 於2015年3月25日宣布畢業消息，同年10月31日後即正式從組合中畢業。

## 作品

### 單曲

#### 1st單曲CD
MERRY GO ROUND[ 2011/12/16發行 ]
01 MERRY GO ROUND (作詞・作曲:doriko/編曲:KAIDOU)
02 Blowback (作詞:Junky・けったろ(RAP詞)/作曲:Junky/編曲:Junky・Vomos)
03 MERRY GO ROUND (Instrumental)
04 Blowback (Instrumental)

#### 2nd單曲CD
新月公主[ 2012/04/20發行 ]
01 新月公主 (作詞・作曲:黒うさ/編曲:CHOKKAKU)
02 千本櫻 (作詞・作曲・編曲:黒うさ)
03 新月公主 (Instrumental)
04 千本櫻 (Instrumental)

#### 3rd單曲CD
Love Doctor[ 2012/08/17發行]
01 Love Doctor (作詞・作曲・編曲:halyosy)
02 Mr.Music (作詞:れるりり・ロンチーノ=ペペ・かごめP(英語詞)/作曲:れるりり・ロンチーノ=ペペ/編曲:れるりり）
03 新月公主 (koma'n Piano Instrumental ver.)
04 Love Doctor (Instrumental)
05 Mr.Music (Instrumental)

#### 4th單曲CD
新星Ω神話/偶爾，我是勇者[ 2012/12/07發行 ]
01 新星Ω神話 (作詞:岩田秀聡/作曲・編曲:加藤裕介)
02 偶爾，我是勇者 (作詞・作曲:ハヤシケイ/編曲:akkin)
03 Love Doctor (koma'n Piano Instrumental)
04 新星Ω神話 (Instrumental)
05 偶爾，我是勇者 (Instrumental)

#### 5th單曲CD
純愛妄想[ 2013/08/28發行 ]
01 純愛妄想 (作詞・作曲・編曲:koma'n)
02 告白的預演練習 -another story-  (作詞・作曲・編曲:HoneyWorks)　
03 純愛妄想 (Instrumental)
04 告白的預演練習 -another story- (Instrumental)

#### 6th單曲CD
Love Treasure[ 2013/11/29發行 ]
01 Love Treasure(作詞・作曲・編曲:halyosy)
02 跑吧(作詞・作曲・編曲:ハヤシケイ)
03 Love Treasure (Instrumental)
04 跑吧 (Instrumental)

#### 7th單曲CD
你的未來[ 2014/11/19發行 ]
01 你的未來(作詞・作曲:ハヤシケイ/編曲:akkin)
02 Just Be Friends(作詞・作曲:Dixie Flatline)
03 你的未來 (Instrumental)
04 Just Be Friends (Instrumental)

### 專輯

#### 1st專輯CD
根號五[ 2013/03/13發行 ]
01 ROOT FIVE (作詞・作曲:koma'n)
02 MERRY GO ROUND (作詞・作曲:doriko/編曲:KAIDOU)
03 偶爾，我是勇者 (作詞・作曲:ハヤシケイ/編曲:akkin)
04 Love Doctor (作詞・作曲:halyosy)
05 Love Hunter (作詞・作曲:halyosy)
06 新星Ω神話 (作詞:岩田秀聡/作曲・編曲:加藤裕介)
07 十面相 (作詞・作曲:YM)
08 Break It Out! (作詞・作曲:ヒャダイン)
09 紅 (作詞・作曲: doriko)
10 新月公主 (作詞・作曲:黒うさ/編曲:CHOKKAKU)
11 M (作詞・作曲:koma'n)
12 心愛的人 (作詞・作曲: doriko)
13 地球最後的告白 (作詞・作曲:kemu)
14 櫻花雨 (作詞・作曲:halyosy)

#### 2nd專輯CD
ROOTERS[ 2015/02/25發行 ]
01 你的未來 (作詞・作曲:ハヤシケイ/編曲:akkin)
02 Love Treasure (作詞・作曲・編曲:halyosy)
03 MARIA-瑪莉亞-的殘響 (作詞:胡月みなと/作曲:TAKE4)
04 S (作詞・作曲:koma'n)
05 流轉之歌 (作詞・作曲:木下智哉)
06 from Y to Y (作詞・作曲・編曲:ジミーサムP)
07 純愛妄想 (作詞・作曲・編曲:koma'n)
08 Love Ninja (作詞:koma'n・けったろ(RAP詞)/作曲:koma'n)
09 Imaginations (作詞・作曲:TOTAL OBJECTION)
10 Change Your World (作詞:栗原暁、けったろ(RAP詞)/作曲・編曲:栗原暁、久保田真悟)
11 One Chance!! (作詞:MILK/作曲:オオヤギヒロオ)
12 朝向約定好的明日 (作詞:Mio Aoyama/作曲:オオヤギヒロオ)
13 遙遠的彼方 (作詞:古屋真・ROOT FIVE/作曲:加藤裕介)

#### 3rd專輯CD
the BEST of ROOT FIVE[ 2015/09/30發行 ]
Disc 1
01 MERRY GO ROUND (作詞・作曲:doriko/編曲:KAIDOU)
02 新月公主 (作詞・作曲:黒うさ/編曲:CHOKKAKU)
03 Love Doctor (作詞・作曲:halyosy)
04 新星Ω神話(Next Generation) (作詞:岩田秀聡/作曲・編曲:加藤裕介)
05 偶爾，我是勇者 (作詞・作曲:ハヤシケイ/編曲:akkin)
06 純愛妄想 (作詞・作曲・編曲:koma'n)
07 Love Treasure (作詞・作曲・編曲:halyosy)
08 你的未來 (作詞・作曲:ハヤシケイ/編曲:akkin)
09 Love Hunter (作詞・作曲:halyosy)
10 Change Your World (作詞:栗原暁、けったろ(RAP詞)/作曲・編曲:栗原暁、久保田真悟)
11 遙遠的彼方 (作詞:古屋真・ROOT FIVE/作曲:加藤裕介)
12 Love Ninja (作詞:koma'n・けったろ(RAP詞)/作曲:koma'n)
13 勇愛（YOU&I）贊歌 (作詞:けったろ/作曲:koma'n)
14 聖鬥士神話～戰士・夢想～ (作詞:只野菜摘/作曲:松澤浩明)
15 Love Flower (作詞・作曲:halyosy)
Disc 2
01 千本櫻 (作詞・作曲・編曲:黒うさ)
02 Mr.Music (作詞:れるりり・ロンチーノ=ペペ・かごめP(英語詞)/作曲:れるりり・ロンチーノ=ペペ/編曲:れるりり）
03 告白的預演練習 -another story-  (作詞・作曲・編曲:HoneyWorks)
04 跑吧(作詞・作曲・編曲:ハヤシケイ)
05 Just Be Friends(作詞・作曲:Dixie Flatline)
06 地球最後的告白 (作詞・作曲:kemu)
07 櫻花雨 (作詞・作曲:halyosy)
08 忌妒的答案 (作詞・作曲:shito(HoneyWorks))
09 from Y to Y (作詞・作曲:ジミーサムP)
10 威風堂堂 (作詞・作曲:梅とら)

### 迷你專輯

#### 1stEP CD
夏日時光[ 2014/07/16發行 ]
01 Change Your World (作詞:栗原暁、けったろ(RAP詞)/作曲・編曲:栗原暁、久保田真悟)
02 夏日戀花 (作詞:けったろ/作曲・編曲:TOTAL OBJECTION)
03 Jump! (作詞:けったろ/作曲・編曲:koma'n)
04 MAGIC NIGHT (作詞:栗原暁/作曲・編曲:栗原暁、久保田真悟)
05 開始的節奏 (作詞・作曲:ハヤシケイ)
06 Tomorrow's Dream (作詞・作曲:飯田清澄/編曲:ats-)
07 書籤 (作詞:ぽこた/作曲:take4)
08 忌妒的答案 (作詞・作曲:shito(HoneyWorks))

## 外部連結
- NICONICO動畫網站
- 中文官方網站（页面存档备份，存于）
- 日文官方網站（页面存档备份，存于）
- 官方Twitter（日文）（页面存档备份，存于）